# Marcial Ávalos
Marcial Ávalos (ur. 5 grudnia 1921) – piłkarz paragwajski, napastnik lub pomocnik.
Jako piłkarz klubu Cerro Porteño. był w kadrze reprezentacji podczas finałów mistrzostw świata w 1950 roku, gdzie Paragwaj odpadł w fazie grupowej. Avalos nie zagrał w żadnym meczu.
Przed mistrzostwami grał w klubie General Genes Asunción. Nigdy nie wziął udziału w turnieju Copa América.